# توماس پورتر مک‌موری
توماس پورتر مک‌موری (انگلیسی: Thomas Porter McMurray؛ ‏۵ دسامبر ۱۸۸۷ - ۱۶ نوامبر ۱۹۴۹) جراح متخصص ارتوپدی اهل بریتانیا بود که امروزه به‌خاطر تشریح آزمون مک‌موری شناخته می‌شود.
وی در سال ۱۹۱۰ از دانشگاه کوئینز بلفاست فارغ‌التحصیل شد و کارش را زیر نظر «سِـر رابرت جونز» در لیورپول آغاز کرد. وی مدتی نیز با درجهٔ سروانی در سپاه پزشکی ارتش سلطنتی در پاریس خدمت کرد و سپس به لیورپول بازگشت و مدرس دپارتمان ارتوپدی دانشگاه لیورپول شد.
مهارت او به عنوان یک جراح شهرت داشت. او می‌توانست منیسک را در پنج دقیقه دربیاورد و لگن را در کمی بیش از ده دقیقه از مفصل ران خارج کند. به عنوان یک مدرس، او به اصول هیو اوون توماس پایبند بود و یک دانشکده تحصیلات تکمیلی برای جراحی ارتوپدی در دانشگاه لیورپول تأسیس کرد.
او در حالی که برای دیدار با پسرش به آفریقای جنوبی سفر می‌کرد، بر اثر یک حمله قلبی در ایستگاه قطار لندن درگذشت.